# Szwedzi w Warszawie
Szwedzi w Warszawie – powieść historyczna Walerego Przyborowskiego wydana w 1901 roku. Opisuje ona przygody trzech młodych przyjaciół w okupowanej przez Szwedów w 1656 roku Warszawie.
Walery Przyborowski pisał książkę w czasach zaborów, kiedy to nie mógł mówić wprost o problemach nękających rodaków. Sięgnął więc, jak wielu pisarzy, do dziejów narodu.
W powieści pojawiają się takie postacie jak niejednokrotnie wspominany król polski Jan Kazimierz, król szwedzki Karol X Gustaw i wielki bohater tamtych czasów – Stefan Czarniecki.
Bohaterami powieści są trzej warszawscy chłopcy i rajca miejski, pan Rafałowicz. W postaciach tych zarysowany został profil patriotycznej postawy mieszczańskiej, która przeciwna była kompromisowości szlachty w czasie wielkiego najazdu Szwedów na Rzeczpospolitą. Chłopcy odbywają podróż tajemniczymi podziemiami, które mają prowadzić z warszawskiej Starówki nad Wisłę. Wyprawa ta ma charakter rekonesansu: mają sprawdzić, czy lochami będzie można wprowadzić odsiecz do miasta. Chłopcy przyczyniają się do zwycięstwa nad najeźdźcą.
Ilustracje do książki wykonał Ludomir Illinicz-Zajdel.